# 护国延寿寺
护国延寿寺，俗称西塔延寿寺，是位于中国辽宁省沈阳市和平区市府大路82号的一座佛教寺院。原为藏传佛教格鲁派寺院，现已改为汉传佛教寺院。

## 历史

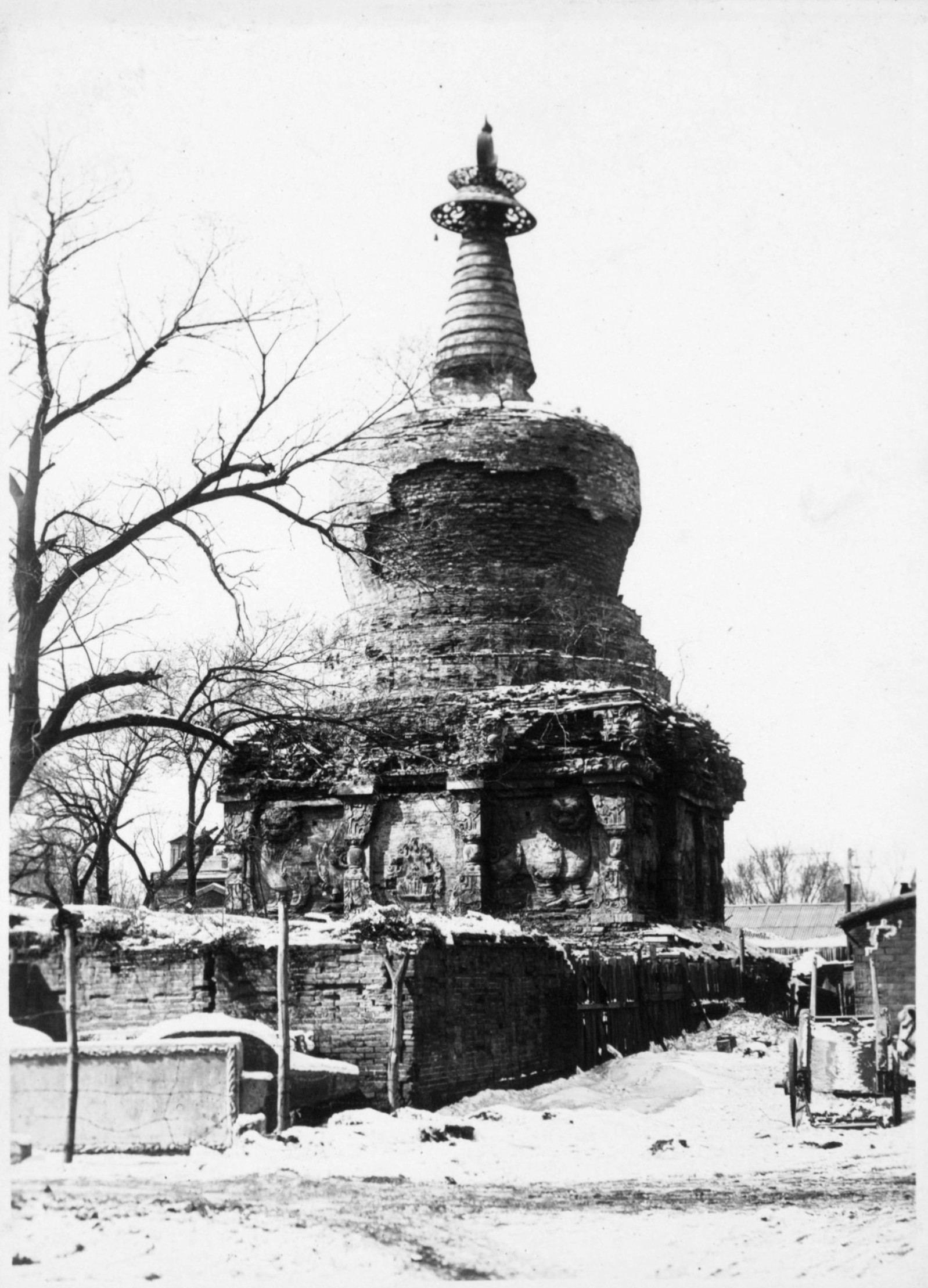
1931至1932年间的西塔

护国延寿寺于清朝崇德八年（1643年）开始兴建，顺治二年（1645年）夏竣工。该寺是当时盛京城东、西、南、北四塔四寺之一。寺内碑文记载：“盛京四面各建庄严宝寺，每寺大佛一尊，左右佛二尊，菩萨八尊，天王四位，浮图一座，东为慧灯朗照，名曰永光寺；南为普安众庶，名曰广慈寺；西为虔祝圣寿，名曰延寿寺；北为流通正法，名曰法轮寺。”当时这四塔高度统一为33米，每座塔的占地面积均为225平方米。
《盛京通志》载：延寿寺“在怀远门外五里，大殿五楹，经堂三楹，碑亭二座，天王殿三楹，钟鼓楼二座，寺西宝塔一座，山门三楹，藏经楼一楹，禅堂、僧房三十间，红墙黄瓦，气势宏伟。”
清朝乾隆帝为四寺题写了匾额，悬挂在四寺的大殿上。其中，永光寺为“慈育群灵”，延寿寺为“金粟祥光”，广慈寺为“心宏彼岸”，法轮寺为“金镜周圆”。
护国延寿寺自清朝创建后，一直是藏传佛教格鲁派寺院。清末东北战乱不已，该寺遭到严重破坏。1968年，西塔因过于残破被拆除。拆除西塔时发现地宫，出土了佛像等珍贵文物。至此，护国延寿寺及西塔均不复存在。
1980年代，东塔、南塔、北塔先后获得修复。1998年，为了恢复“盛京八景”之一的西塔及护国延寿寺，沈阳市筹集资金，在原址按照西塔的原貌复建西塔。复建后的西塔，塔基占地面积256平方米，塔高26.33米，复建的延寿寺占地总面积4000平方米。复建后，护国延寿寺及西塔由沈阳市文博中心管理。
2005年底，中共沈阳市委、沈阳市人民政府决定将“四塔”移交给宗教界管理。四塔中，北塔法轮寺于2003年经辽宁省宗教局批准恢复为对外开放的藏传佛教活动场所；其余三塔及寺则一直由市、区文物部门或城管部门管理。
2007年10月21日，“沈阳市西塔护国延寿寺举行佛像开光暨沈阳市佛教协会乔迁庆典”在护国延寿寺举行。护国延寿寺佛像开光，同时沈阳市佛教协会正式从慈恩寺迁入护国延寿寺。护国延寿寺也成为了一座汉传佛教寺院。
2008年10月27日，“延寿寺”被沈阳市人民政府公布为沈阳市文物保护单位，随后由沈阳市文物局为该寺挂文物保护单位牌。

## 建筑

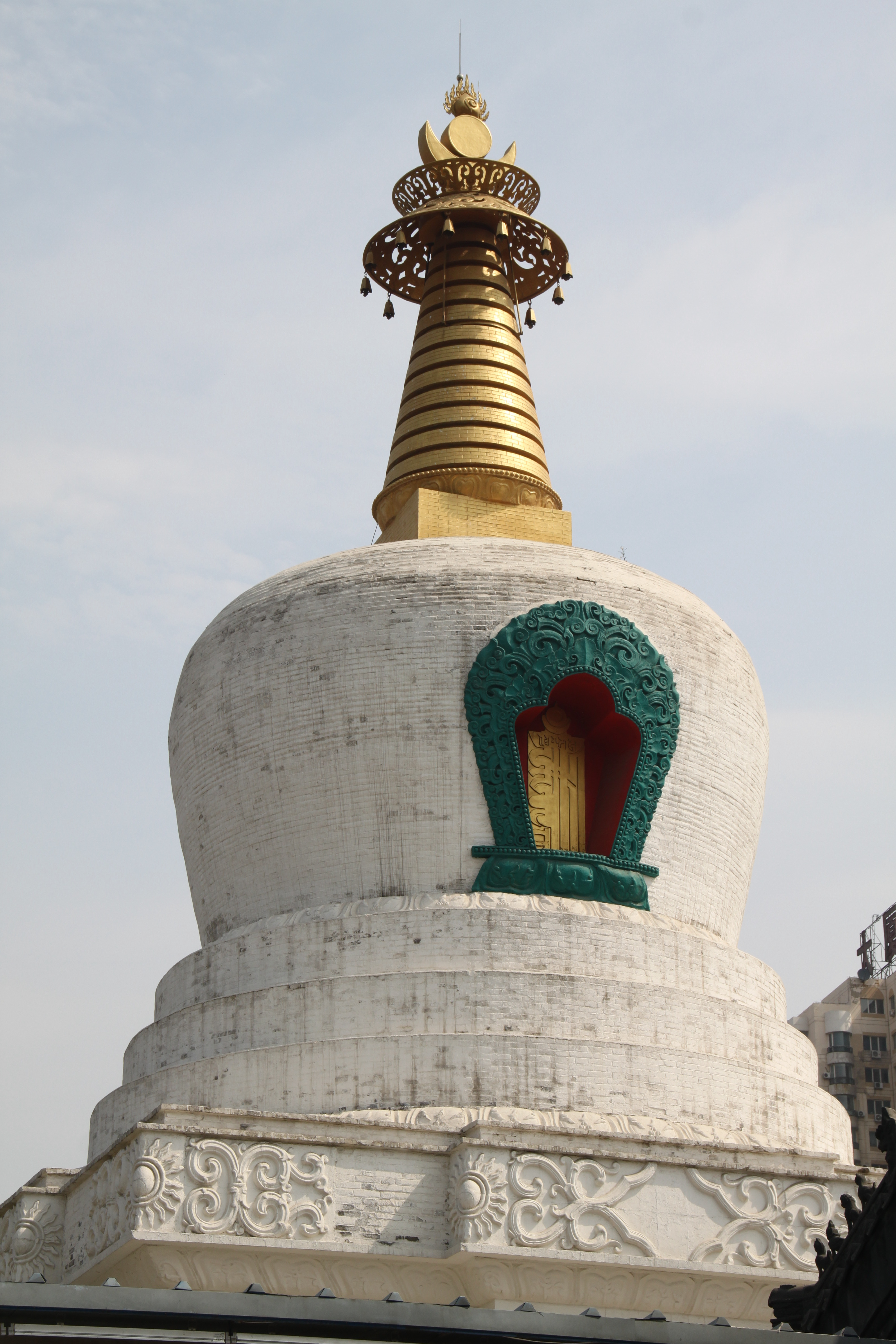
重建的西塔（2014年）

复建后的护国延寿寺位于市府大路与西塔街交汇处的西北角，紧邻西塔商业街。护国延寿寺东至该寺东墙，南至市府大路，西至安图街，北至敦化一路，总占地面积4000平方米。该寺东南侧为四栋住宅楼，东侧为中韩旅游商业广场。
复建后的护国延寿寺坐北朝南，面向市府大路，主要建筑有：
- 山门：上悬“护国延寿寺”匾额。山门内为西塔。
- 西塔：位于山门内，白色。
- 法王殿：位于西塔正北。上悬“法王殿”匾额。殿内两侧供奉四大天王，中间供奉天宫弥勒佛像，弥勒佛背面供奉韦驮像。
  - 月亮门：法王殿两侧有白墙，每侧墙上分别开有一座月亮门，通往大雄宝殿所在院落。
- 大雄宝殿：位于法王殿正北。供奉三世佛像。
  - 东、西配殿：位于大雄宝殿前左右两侧。